# Electriclarryland
Electriclarryland è il settimo album in studio del gruppo statunitense alternative rock Butthole Surfers, pubblicato il 2 aprile 1996. Da quest'album venne estratto il singolo Pepper che entrò nella top 40 e ottenne il disco d'oro negli USA il 20 agosto 1996.
The titolo dell'album è una parodia del terzo album di Jimi Hendrix Electric Ladyland. In precedenza il gruppo aveva parodiato il famoso brano Stairway to Heaven dei Led Zeppelin, per l'album Hairway to Steven
Il titolo originale avrebbe dovuto essere Oklahoma!, ma su obbligo della casa discografica il gruppo cambiò nome.
L'album fu pubblicato in una versione pulita senza oscenità e con una copertina diversa.

## Track listing
Tutti i brani scritti dai Butthole Surfers
1. Birds – 3:10
2. Cough Syrup – 4:33
3. Pepper – 4:57
4. Thermador – 4:35
5. Ulcer Breakout – 2:34
6. Jingle of a Dog's Collar – 3:08
7. TV Star – 3:06
8. My Brother's Wife – 5:13
9. Ah Ha – 3:31
10. The Lord Is a Monkey – 4:46
11. Let's Talk About Cars – 4:34
12. L.A. – 2:46
13. Space – 4:25

## Musicisti

### Butthole Surfers
- Gibby Haynes - voce
- Paul Leary – chitarra, mixaggio
- King Coffey - batteria

### Altri musicisti
- Andrew Weiss – basso (Traccia 4, 6, 7, 9, 10)
- Bill Carter – basso (Traccia 2 & 12)
- John Hagen – violoncello (Traccia 2)
- Fooch - steel guitar (Traccia 7)
- Mark Eddinger – tastiera (Traccia 3)
- Danno Saratak – drum programming (Traccia 3 & 10)